# 梁柏堅 (記者)
梁柏堅，別號表弟，民主派人士，攝影師及特約記者，香港灣仔區議會前議員（大佛口選區）。

## 生平
梁柏堅中學時期曾跟隨父親在非洲生活了5年，後來在灣仔藝術中心修讀純美術，一直做攝影師。
2019年，梁柏堅連日採訪香港反逃犯條例修訂運動，拍下記錄8月31日太子站襲擊事件的影片，亦有採訪香港理工大學衝突。
2022年2月俄羅斯入侵烏克蘭，梁柏堅到波蘭採訪烏克蘭危機與戰況，持續拍攝紀錄當地難民、救援組織和義工的情況。梁柏堅呼籲港人：「有餘力嘅話都可以嘗試下關心國際新聞，尤其是近期嘅烏克蘭局勢。」

## 從政

### 參選區議會
2014年雨傘運動，梁柏堅做義工，與「佔中三子」出入相隨。2015年中，他與幾位灣仔居民創辦「傘兵」社區組織「灣仔廣義」，參加當屆區議會選舉。梁柏堅在報名期時曾考慮參選司徒拔道，與另一名灣仔廣義「傘兵」區麗莊撞區，經協調後他出選大佛口選區。結果他獲793票而落敗，競逐連任的對手民建聯李均頤獲1505票。
2019年區議會選舉，梁柏堅再次挑戰時任議員民建聯的李均頤。然而投票日前逾一星期以至投票當日梁柏堅均未有在選區現身拉票，原來身為網媒米報記者的梁柏堅，為採訪香港理工大學衝突事件，留守理工採訪示威者。李均頤在選前認為高投票率不一定對她不利，對選情頗樂觀。然而，她最終獲1625票，以近一百票之差敗陣。選後，李均頤認為她所屬政黨民建聯支持修例的立場為其選情帶來負面影響；梁柏堅則堅持留守理大比拉票重要，他希望自己可用未來四年時間，讓支持他的人認識自己，成為自己的同伴。

### 831太子站事件恐嚇信

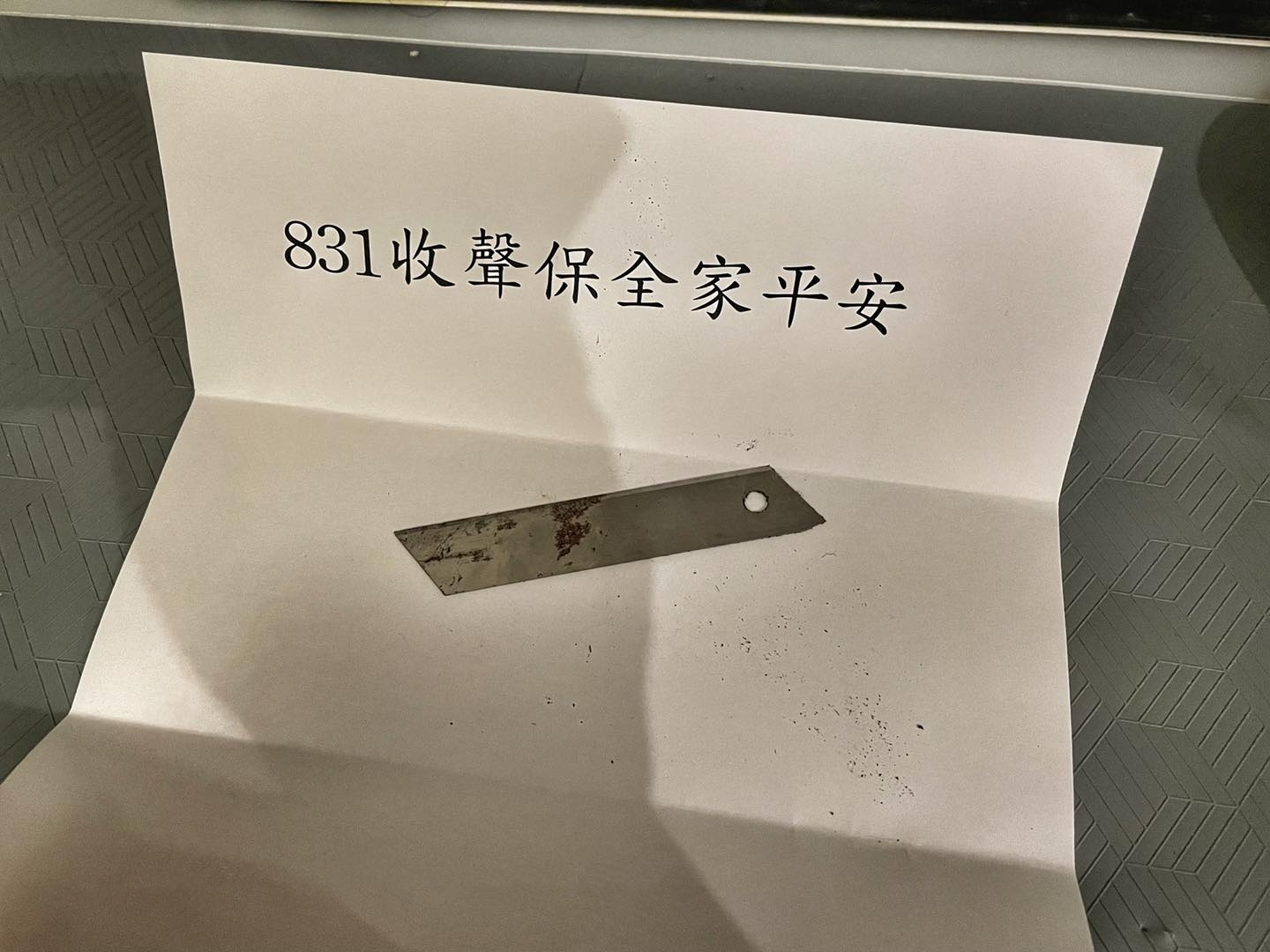
8.31 太子站事件兩周年前夕，區議員梁柏堅收到刀片恐嚇信

2021年8月為太子站事件兩周年前夕，梁柏堅在facebook發帖文指自己在月初曾經收到恐嚇信，內附一小塊刀片，警告「831 收聲保全家平安」，並首次提及家人。他表明不會就收恐嚇信報警，並指出831事件為大家的記憶，不會因為他不講而令事情消失。

### 被取消議員資格
2021年9月15日，梁柏堅被香港政府根據《基本法》第104條的解釋所訂下的原則及相關的法律規定，宣布其宣誓為無效宣誓而失去議員資格，結束一年餘的區議員任期。

### 區議會選舉結果
| 政党   | 政党     | 候选人    | 票数 | %     | ±      |
| ------ | -------- | --------- | ---- | ----- | ------ |
|        | 民建聯   | ①. 李均頤 | 1625 | 48.53 | -17.0  |
|        | 灣仔廣義 | ②. 梁柏堅 | 1723 | 51.47 | 不適用 |
| 多数票 | 多数票   | 多数票    | 98   | 3.0   | 不適用 |

| 政党   | 政党     | 候选人    | 票数 | %     | ±      |
| ------ | -------- | --------- | ---- | ----- | ------ |
|        | 民建聯   | ①. 李均頤 | 1505 | 65.49 | -8.83  |
|        | 灣仔廣義 | ②. 梁柏堅 | 793  | 34.51 | 不適用 |
| 多数票 | 多数票   | 多数票    | 712  | 30.98 | -17.65 |

## 外部連結
- 灣仔區議會 - 灣仔區議會議員資料 梁柏堅先生（页面存档备份，存于）
- 梁柏堅的Facebook專頁
- 梁柏堅的Instagram帳戶

| 議會席位      | 議會席位                                                | 議會席位 |
| ------------- | ------------------------------------------------------- | -------- |
| 前任： 李均頤 | 灣仔區議會 大佛口選區區議員 2020年1月1日－2021年9月14日 | 空缺     |